# Ghetto di Dzjatlava
Il Ghetto di Dzjatlava (in bielorusso: Гетто в Дзя́тлава; in russo: Гетто в Дятлово; in polacco: Zdzięcioł Ghetto) fu istituito il 22 febbraio 1942 e liquidato il 8 agosto 1942 nella città di Dzjatlava, nella regione di Hrodna, all'epoca dell'occupazione del territorio dalle forze armate del Terzo Reich durante la seconda guerra mondiale.
Prima della guerra Dzjatlava fu una città polacca, divenne sovietica nel 1939 con il Patto Molotov-Ribbentrop. Nel settembre 1941, dopo l'invasione della Polonia da parte delle forze armate del Terzo Reich, fece parte per due anni dell'URSS. Ora si trova in Bielorussia.

## Occupazione di Dzjatlava e istituzione del ghetto

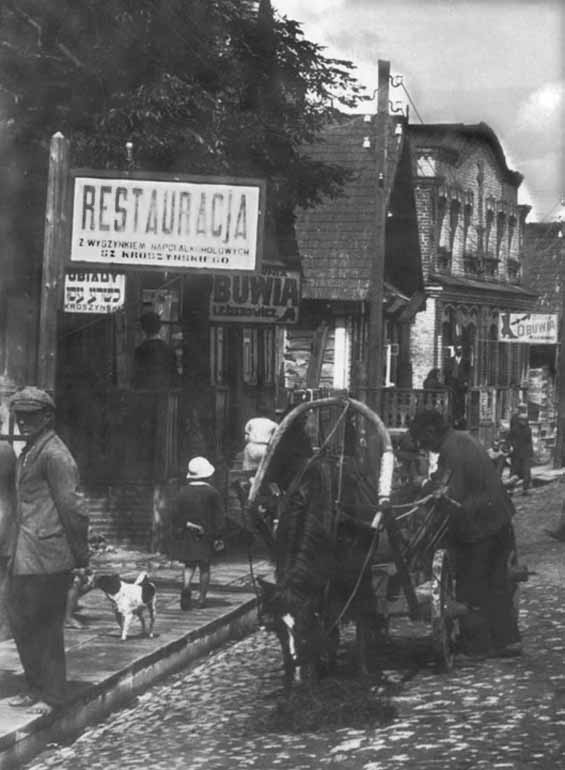
Strada ebraica a Dzyatlava.

Prima della seconda guerra mondiale, quasi il 60% della popolazione della città di Dzjatlava era rappresentata dagli ebrei e contava 2.376 abitanti. Tra il 1939 e il 1941 arrivarono un gran numero di ebrei fuggiti dalla Polonia occupata dalla Germania, a giugno 1941 la popolazione ebraica della città arrivò a contare oltre 4.500 persone.
L'occupazione nazista durò tre anni, dal 30 giugno 1941 fino al 9 luglio 1944. Non appena la città fu occupata, il comandante di Dzjatlava ordinò agli ebrei di indossare la stella di David sul petto e sulla schiena, cucita sui vestiti. Il 23 luglio 1941, circa 120 degli ebrei più noti della comunità, scelti in un elenco redatto dagli Einsatzgruppen, furono radunati nella piazza del paese e arrestati. Tra loro c'erano il rabbino Alter Dvoretsky e Yankel Kaplan. In cambio di tangenti date alla polizia, composta da collaboratori bielorussi, fu possibile liberare il rabbino; la sorte degli altri, che saranno poi mandati presumibilmente ai lavori forzati, si seppe due giorni dopo che furono uccisi nel bosco vicino alla caserma Novogrudok.
A fine agosto 1941, fu istituito lo Judenrat: Samuel Kustin fu nominato presidente e Dvoretsky il suo sostituto, ben presto Dvoretsky sostituì Kustin come presidente (aveva 37 anni e si era formato come avvocato presso le università di Berlino e Varsavia).
Il secondo giorno di Sukkot del 1941, i tedeschi spararono senza preavviso a Jacob Noa per strada. Il 28 novembre 1941, costrinsero gli ebrei a rinunciare a tutti i loro oggetti di valore. Libe Gercowski fu accusata di nascondere l'oro e fu uccisa in strada sotto gli occhi di tutti. Lo stesso giorno lo Judenrat fu obbligato a scegliere 4 vetrai e 15 falegnami poi inviati verso una destinazione sconosciuta. Il 15 dicembre 1941, circa 400 ebrei furono mandati nel campo di lavoro di Dvorjets per partecipare alla costruzione di un aeroporto sotto il controllo dell'Organizzazione Todt.
Dal 22 febbraio 1942 fino a settembre 1942, i nazisti radunarono tutti gli ebrei di Dzjatlava (circa 4.500 persone) nel ghetto organizzato nei pressi della sinagoga.

## Condizioni di vita nel ghetto

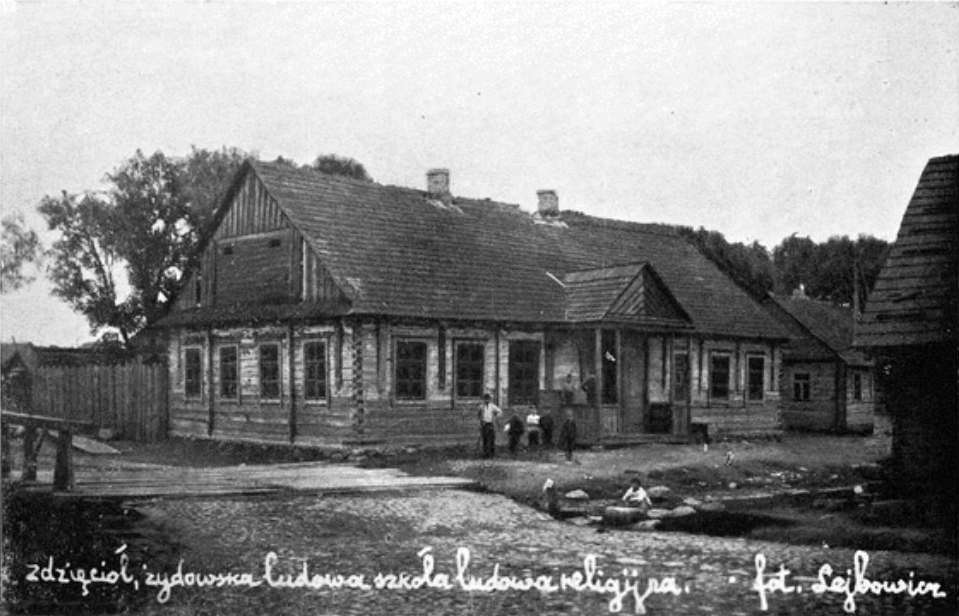
Prima scuola ebraica pubblica a Dzjatlava, fondata durante il periodo tra le due guerre.

Il ghetto fu completamente isolato dal mondo esterno, circondato da una palizzata di legno e dal filo spinato. Fu sorvegliato dalle guardie, con due poliziotti locali permanentemente davanti alla porta.
Ogni contatto con la popolazione non ebraica fu vietato, anche il semplice scambio di parole, punito con la pena di morte. Anche portare cibo nel ghetto era punibile con la morte per entrambe le parti. Nonostante ciò, i contadini scambiavano il cibo con oro, vestiti e altri oggetti di valore. Gli ebrei che lasciavano il ghetto per i lavori forzati erano rigorosamente sorvegliati e monitorati.
Nelle case svuotate dei loro abitanti non ebrei, i tedeschi insediarono 5-6 famiglie, molte delle quali vedevano i propri membri separati gli uni dagli altri. In ogni stanza potevano vivere fino a 8 persone. I mobili furono rimossi per far posto ai letti a castello.

## Resistenza nel ghetto
Nell'autunno del 1941, ancor prima della creazione del ghetto, Alter Dvoretsky organizzò un gruppo di resistenza formato da una sessantina di persone. Riuscì a stabilire delle comunicazioni stabili con gli ebrei dei villaggi vicini e anche con l'Armata Rossa che nel frattempo cercò di organizzare un gruppo di partigiani nella zona. Dvoretsky divise il gruppo in venti unità, ciascuna composta da tre persone. Poterono ancora raccogliere armi nel mese successivo all'organizzazione del ghetto. Una dozzina di uomini dell'organizzazione clandestina riuscirono ad arruolarsi nella polizia ebraica del ghetto.
Il gruppo guidato da Dvoretsky si pose come obiettivi di raccogliere denaro per acquistare armi e portarle nel ghetto, di preparare una rivolta armata e attaccare il Kommendatur nel momento in cui i tedeschi iniziassero a liquidare il ghetto e di convincere i non ebrei a non collaborare con i tedeschi. Il 20 aprile 1942, Dvoretsky e sei suoi collaboratori dovettero fuggire nei boschi perché i tedeschi avevano saputo dell'esistenza della loro organizzazione clandestina. Alter Dvoretsky fu ucciso poco dopo in un'imboscata.

## Distruzione del ghetto e massacri

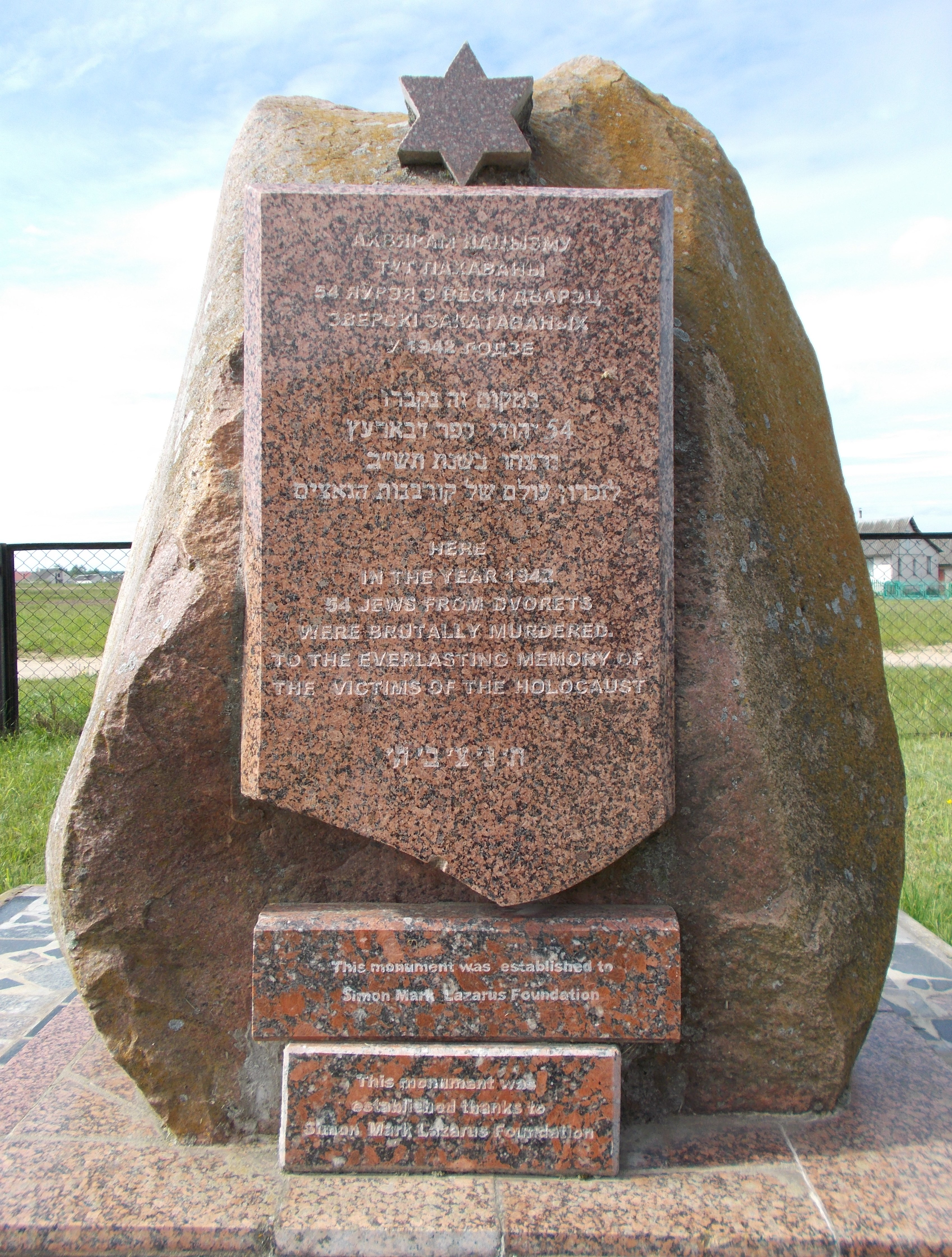
Stele in memoria dei 54 ebrei del villaggio di Dvorets, uccisi dai nazisti nel 1942 e sepolti nel cimitero ebraico di Dzjatlava.

Il ghetto fu sostanzialmente distrutto tra aprile e agosto 1942, accompagnato da due uccisioni di massa che videro la fucilazione di migliaia di prigionieri. Secondo numerosi documenti e testimonianze, la liquidazione del ghetto di Dzjatlava viene indicata come il massacro di Dzjatlava (in russo: Резня в Дятлово).
In aprile 1942, i tedeschi arrestarono i membri di una rete di immigrati clandestini armati. Il 29 aprile 1942, arrestarono i membri dello Judenrat e circondarono il ghetto. Il 30 a tutti gli ebrei fu ordinato di recarsi al vecchio cimitero. I tedeschi e la polizia cominciarono a cacciare gli ebrei dalle proprie case, prendendo a calci e uccidendo sul posto coloro che si fossero opposti. Circa 1.200 ebrei (il numero esatto è sconosciuto, il monumento ne indica 3.000) furono condotti per le strade della città fino ai boschi nella periferia a sud.

Nel bosco erano già state scavate le fosse comuni e si cominciò a fucilare gli ebrei in gruppi di 20 persone. Durante questa Aktion (termine usato dai nazisti per designare i massacri di massa degli ebrei) il commissario tedesco del distretto licenziò coloro di cui si conoscevano le qualità professionali, nonché i membri delle loro famiglie. Ciò salvò temporaneamente un centinaio di ebrei che rientrarono nel ghetto. Al massacro parteciparono i tedeschi insieme ai collaborazionisti bielorussi, lettoni e lituani.

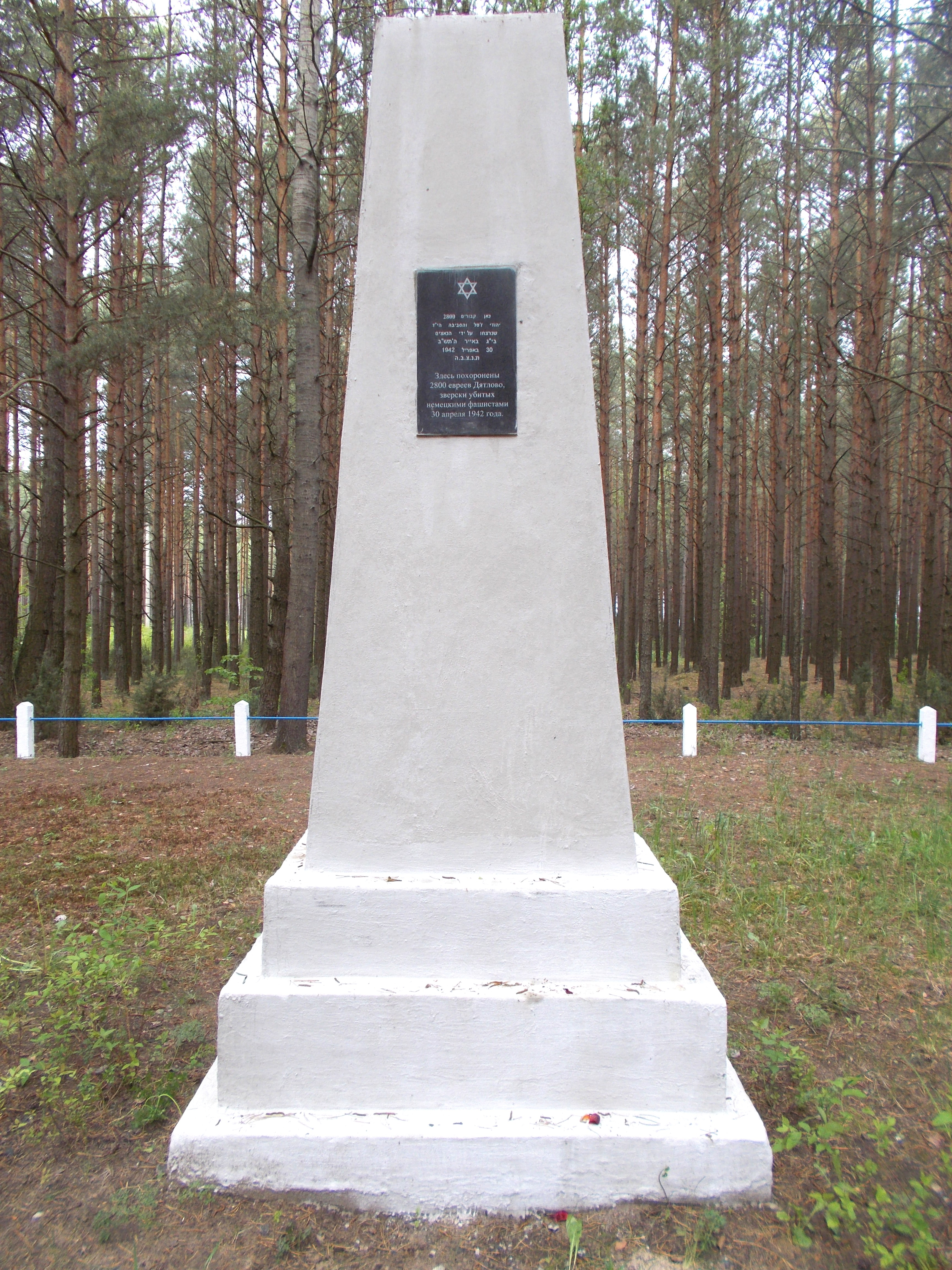
Memoriale in ricordo dei 2.800 ebrei uccisi dai nazisti il 30 aprile 1942 a Dzjatlava.

Gli ebrei che quel giorno erano ancora nel ghetto capirono che era giunto il momento di fare qualcosa per salvare loro la vita. Cominciarono scavando "ripari" (definiti "lamponi" nel linguaggio del ghetto), dove potersi nascondere. La gente testimoniò di una donna nascosta in uno di questi rifugi con in braccio il bambino che piangeva:"o sono usciti dal nascondiglio oppure ha soffocato il bambino affinché fossimo tutti salvi" - e uscì, incapace di uccidere suo figlio. Questi nascondigli sotterranei aiutarono molti ebrei a salvarsi dalle ultime sparatorie e incendi nel ghetto, i residenti bielorussi in seguito li aiutarono a fuggire nei boschi. Secondo alcuni dati 500 ebrei riuscirono a mettersi in salvo. La piccola cittadina di Dzjatlava si trovava solo poche decine di chilometri a sud della foresta di Naliboki, vicino a quelle lungo il fiume Dnepr, e una volta nel bosco era possibile il contatto con i partigiani sovietici.
Il 6 agosto 1942 iniziò il secondo massacro degli ebrei che continuò per tre giorni. Questa strage provocò tra le 1.500 e le 3.000 vittime, i cui corpi furono sepolti in tre fosse comuni scavate nel cimitero ebraico situato nella periferia sud della cittadina: questa volta parteciparono al massacro i soldati e gli ufficiali del 36º battaglione di polizia composto dai volontari estoni. Rimasero in vita solo poco più di 200 artigiani ebrei che furono trasferiti nel ghetto di Novogrudok.
Il numero totale degli ebrei torturati e uccisi durante l'occupazione fu di 3.500 persone. Alcune centinaia di ebrei riuscirono a fuggire e la maggior parte sopravvisse fino alla liberazione vivendo con le famiglie nei campi partigiani.
Sono noti i nomi di coloro che organizzarono ed eseguirono i massacri degli ebrei di Dzjatlava: il SS-Sonderführer Gleyman, il soldato tedesco Glebko, i tenenti Ubrih, Kihler, Riedel, Brown e Egnson e i capitani Malher e Meidel.

## Salvataggio

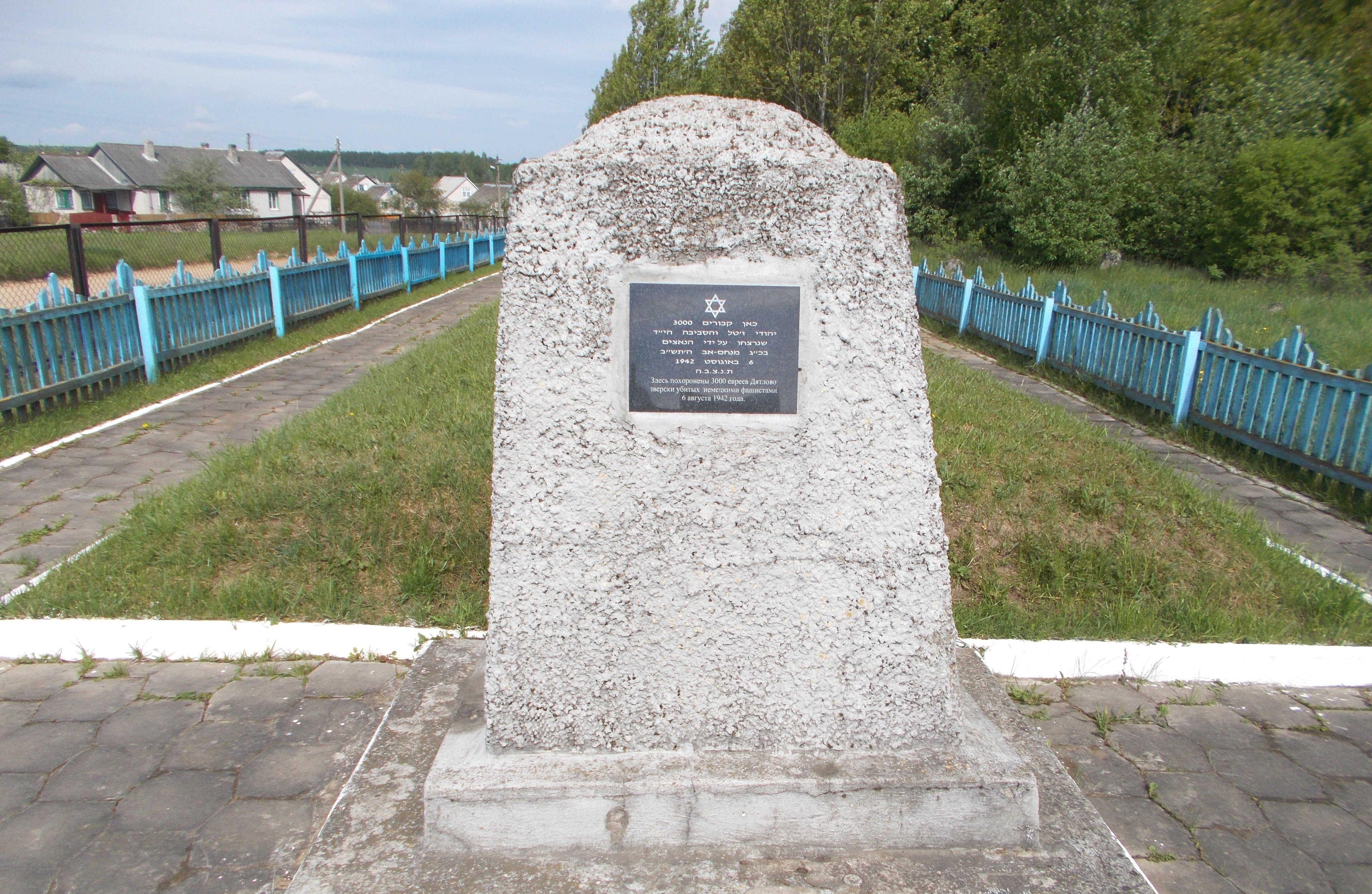
Memoriale in ricordo dei 3000 ebrei uccisi a Dzjatlava.

Abraham Jacovlevitch Kaplan sopravvisse alla guerra miracolosamente. Fu l'ultimo dei nativi della città a vivere a Dzjatlava. Ad agosto 1942, alcune decine di abitanti del ghetto di Dzjatlava si salvarono mentre erano occupati al lavoro. Una famiglia polacca, Jean e Józefa Jarmolowicz, nascose cinque ebrei nella loro fattoria per diversi anni. Furono insigniti del titolo di Giusti tra le nazioni dall'Istituto Yad Vashem "per il profondo apprezzamento nell'aiuto dato al popolo ebraico durante la seconda guerra mondiale".

## Memoria
Dei 3.500 ebrei uccisi a Dzjatlava, di 1.601 non sono ancora noti i nomi. Nel 1945 a Dzjatlava fu costruito un obelisco in memoria delle vittime della Shoah, altre lapidi commemorative furono erette sulle fosse comuni dei prigionieri del ghetto dell'agosto 1942.

### Approfondimenti
- (RU) Leonid Smilovitski, Катастрофа евреев в Белоруссии, 1941—1944 гг., Tel-Aviv, 2000.
- (EN) Israel Gutman, Encyclopedia of the Holocaust, Macmillan, 1990,  p. 374.
- (RU) Yitzhak Arad, Уничтожение евреев СССР в годы немецкой оккупации (1941—1944). Сборник документов и материалов, Иерусалим, издательство, Yad Vashem, 1991, ISBN 965-308-010-5.
- (RU) Черноглазова Р. А. e Хеер Х., Трагедия евреев Белоруссии в 1941— 1944 гг.: сборник материалов и документов, Изд. 2-е, испр. и доп, Э. С. Гальперин, 1997,  p. 398, ISBN 9-856-27902-X.